# Bone Crusher
Hardnett Wayne Jr (Atlanta, 23 de agosto de 1971), mais conhecido pelo nome artístico Bone Crusher, é um rapper norte-americano.
Depois de trabalhar como o grupo "Lyrical Giants", estreou em 2003
com seu primeiro álbum solo "Attenchun!" que contou com o single "Never Scared"
,A canção conta também com a participação de T.I. e Killer Mike. como o videoclipe da canção,
atingiu Heavy Rotation na MTV, BET e outras redes. Wayne sofreu um AIT (ataque isquêmico transitório) em 2005,
mas recuperou-se totalmente.

## Discografia
- 2003 - "Attenchun!"[6]
- 2006 - "Release the Beast"
- 2006 - "Bad to the Bone"
- 2009 - "Planet Crusher"

## Singles
- 2003 - Never Scared (feat. Killer Mike & T.I.)[7]
- 2003 - Never Scared (Remix) (feat. Cam'ron, Jadakiss & Busta Rhymes)[8]